# Adolfo Fernández Casanova
 (février 2025).
Si vous disposez d'ouvrages ou d'articles de référence ou si vous connaissez des sites web de qualité traitant du thème abordé ici, merci de compléter l'article en donnant les références utiles à sa vérifiabilité et en les liant à la section « Notes et références ».
Adolfo Fernández Casanova est un architecte et historien espagnol, membre de plusieurs académies, né à Pampelune le 14 janvier 1844, et mort à Madrid le 11 août 1915.

## Biographie
Adolfo Fernández Casanova a été le restaurateur des cathédrales de Tarragone, León, Ávila et Saint-Jacques-de-Compostelle. Son œuvre la plus remarquable a été la restauration de la cathédrale Notre-Dame-du-Siège de Séville et de la Giralda.
Il a commencé ses études à Valladolid où il a obtenu le diplôme de géomètre et maître d'œuvre, en 1861. Il a travaillé sur la construction de la ligne de chemin de fer entre Palencia et León entre 1861 et 1863. Il est ensuite architecte provincial adjoint de Valladolid par intérim et reçoit le titre après des travaux de recherche sur l'alimentation de Peñafiel.
Il s'installe à Madrid en 1863 où il est l'assistant de Tomás Aranguren, architecte du district de Madrid, et termine ses études sous sa direction. Il est assistant sur les travaux de la nouvelle prison d'Alcalá de Henares et sur la conception d'un hôpital psychiatrique de Calatayud, non réalisé. Il obtient la médaille de bronze à l'Exposition régionale de Valladolid.
Il obtient le titre d'architecte en 1871. Il est nommé architecte municipal d'Alcalá de Henares en 1872-1873 et réalisa la salle des assemblées de la mairie et la chapelle du cimetière, puis architecte provincial de Valladolid, entre 1873 et 1875 où il a conçu le palais de la Députation provinciale.
Il devient professeur de perspective et ombres et de stéréotomie à l'École supérieure d'architecture de Madrid, en 1877. Il est transféré à l'École générale préparatoire d'ingénieurs et d'architecte, en 1886.
Il est chargé de la restauration de la cathédrale et de la Giralda, entre 1881 et 1883. Il termine la construction des portes de la Concepción, en 1895, et de San Cristóbal ou du Prince de la cathédrale, achevée en 1917. Il rédige le rapport après l'effondrement d'une voûte de la cathédrale de Séville, le 1er août 1888. Rafael Desmaissieres y Farina, 12e comte de Torralva, lui a confié la restauration du château d'Almodovar del Río à partir de 1901. Il a participé à l'Exposition universelle de 1900 à Paris.
Il est nommé membre du Conseil consultatif d'urbanisme et de travaux publics du ministère de l'Intérieur, en 1899, et architecte archéologue du Ministère de l'Instruction Publique et des Beaux-Arts et membre du Conseil Facultatif des Constructions Civiles, en 1909.
Il est membre correspondant de l'Académie royale des Beaux-Arts Saint-Ferdinand, en 1881. Il est élu en 1886 membre de la Sevillana de Buenas Letras, et membre de l'Académie royale d'histoire en 1914.

## Distinctions
- Chevalier de l'ordre d'Isabelle la Catholique, en 1886.
- Commandeur de l'ordre d'Alphonse XII, en 1902, Grand-Croix, en 1911.

## Publications
Il a publié de nombreuses études et articles dispersés dans des revues.
- La catedral de León salvada por el ingenio del arquitecto Don Juan de Madrazo, en 1881
- Arquitectura militar de España en las edades antigua y media, en 1883.
- Mémoire sur la restauration de la Giralda, en 1888.
- Notes sur la perspective et les ombres, en 1897.
- Monografía de la Catedral de Santiago de Compostela, en 1902.
- Mémoire sur le projet de restauration du château d'Almodovar del Río, en 1903.
- « Mémoire sur les causes de l'effondrement arrivé le 1er août 1888 dans la cathédrale de Séville », Annales, Société académique d'architecture de Lyon Exercice 1889-1890, t. X,‎ 1891, p. 99-183 (lire en ligne)
- (es) « Monumento subterráneo descubierto en la necrópolis carmonense », Boletín de la Real Academia de la Historia, t. 48,‎ 1905, p. 374-381 (lire en ligne)
- (es) « Descubrimientos arqueológicos efectuados en la ciudad de Carmona », Boletín de la Real Academia de la Historia, t. 49,‎ 1906, p. 133-137 (lire en ligne)
- (es) « La catedral de Tarragona », Boletín de la Real Academia de la Historia, t. 50,‎ 1907, p. 388-389 (lire en ligne)
- (es) « Nuevos descubrimientos arqueológicos en Carmona », Boletín de la Real Academia de la Historia, t. 51,‎ 1908, p. 165-182 (lire en ligne)
- (es) « Algunas indicaciones sobre antiguos castillos, recintos fortificados y casas solariegas del Alto Aragón », Boletín de la Real Academia de la Historia, t. 65,‎ 1914, p. 485-486 (lire en ligne)
- (es) « La Catedral de Ávila, monumento nacional », Boletín de la Real Academia de la Historia, t. 65,‎ 1914, p. 523-531 (lire en ligne)
- avec Manuel Anibal Álvarez (es) « El Cero de la Virgen de Gracia (Toledo) », Boletín de la Real Academia de la Historia, t. 66,‎ 1915, p. 507-517 (lire en ligne)
- (es) « El acueducto de Los Pilares, de Oviedo », Boletín de la Real Academia de la Historia, t. 66,‎ 1915, p. 537-540 (lire en ligne)